# Cheironitis phoebus
Cheironitis phoebus är en skalbaggsart som beskrevs av Edmund Reitter 1892. Cheironitis phoebus ingår i släktet Cheironitis och familjen bladhorningar. Inga underarter finns listade i Catalogue of Life.